# Род Стайгър
Род Стайгър (на английски: Rod Steiger) е американски филмов, театрален и телевизионен актьор, роден през 1925 година, починал през 2002 година. 
Стайгър е сред звездите на Холивуд в продължение на четири десетилетия от 1950-те до 1990-те години. Три пъти е номиниран за награда „Оскар“, печелейки отличието за изпълнението си в класиката „Среднощна жега“ (1967) за което е удостоен и с награда „Златен глобус“. Сред останалите популярни филми с негово участие са такива заглавия на велики режисьори като „На кея“ (1954) на Елия Казан, „Съдържателят на заложна къща“ (1964) на Сидни Лъмет, „Доктор Живаго“ (1965) на Дейвид Лийн, „Ватерло“ (1970) на Сергей Бондарчук, „A Fistful of Dynamite“ (1971) на Серджо Леоне и др. Два пъти е носител на британската награда на БАФТА за най-добър чуждестранен актьор.

## Биография

### Ранни години
Роден е като Родни Стивън Стайгър на 14 април 1925 година в селцето Уестхямптън, щата Ню Йорк. Той е син на Лорейн и Фредерик Стайгър. Родителите му са изпълнители в пътуваща водевилна трупа. Те се разделят докато Родни е съвсем малък. Той израства с алкохолизираната си майка. Напуска дома си на 16-годишна възраст, присъединявайки се към американския флот по време на Втората световна война.

## Частична филмография
| година | филм                         | оригинално заглавие      | роля                | режисьор         | бележки |
| ------ | ---------------------------- | ------------------------ | ------------------- | ---------------- | --- |
| 1954   | На кея                       | On the Waterfront        | Чарли Малой         | Елия Казан       | номинация за „Оскар“ за поддържаща мъжка роля |
| 1956   | Джубал                       | Jubal                    | „Пинки“ Пинкъм      | Делмар Дейвс     | |
| 1956   | Завръщане от вечността       | Back from Eternity       | Васкуел             | Джон Фероу       | |
| 1959   | Ал Капоне                    | Al Capone                | Ал Капоне           | Ричард Уилсън    | |
| 1962   | Най-дългият ден              | The Longest Day          | Капитан на кораб    |                  | |
| 1963   | Ръце над града               | Le mani sulla città      | Едоардо Нотола      | Франческо Рози   | |
| 1964   | Съдържателят на заложна къща | The Pawnbroker           | Сол Назерман        | Сидни Лумет      | награда БАФТА за най-добър чуждестранен актьор номинация за „Оскар“ за главна мъжка роля номинация за „Златен глобус“ за най-добър актьор в драма |
| 1965   | Доктор Живаго                | Doctor Zhivago           | Виктор Комаровски   | Дейвид Лийн      | |
| 1965   | Скъпият покойник             | The Loved One            | г-н Джойбой         | Тони Ричардсън   | |
| 1967   | Среднощна жега               | In the Heat of the Night | Бил Гилеспи         | Норман Джуисън   | награда БАФТА за най-добър чуждестранен актьор награда „Оскар“ за главна мъжка роля награда „Златен глобус“ за най-добър актьор в драма           |
| 1970   | Ватерло                      | Waterloo                 | Наполеон Бонапарт   | Сергей Бондарчук | |
| 1971   |                              | A Fistful of Dynamite    | Хуан Меранда        | Серджо Леоне     | |
| 1977   | Исус от Назарет              | Jesus of Nazareth        | Пилат Понтийски     | Франко Дзефирели | |
| 1981   | Лъвът на пустинята           | Lion of the Desert       | Бенито Мусолини     | Мустафа Акад     | |
| 1984   | Голото лице                  | The Naked Face           | лейтенант Макгрейви | Брайън Форбс     | |
| 1996   | Марсиански атаки             | Mars Attacks!            | генерал Декер       | Тим Бъртън       | |
| 1994   | Специалистът                 | The Specialist           | Джо Леон            | Луис Льоса       | |
| 1999   | Ураганът                     | The Hurricane            | съдия Сарокин       | Норман Джуисън   | |